# Alfonso Bedoya
Alfonso Bedoya, född 16 april 1904 i Vicam i Sonora, död 15 december 1957 i Mexico City, var en mexikansk skådespelare. Han är mest känd för sin roll som Gold Hat i filmen Sierra Madres skatt.

## Filmografi (i urval)
- 1947 - Pärlan
- 1948 - Sierra Madres skatt
- 1949 - Streets of Laredo
- 1953 - Sombrero
- 1958 - Det stora landet